# رومولو بيتانكور
رومولو بيتانكور (بالإسبانية: Rómulo Betancourt) (و. 1908 – 1981 م) الملقب بـ«أب الديمقراطية الفنزويلية» رئيس فنزويلا خلال الفترة الممتدة من عام 1945 حتى عام 1948، ومن ثم خلال الفترة الممتدة من عام 1959 حتى عام 1964. كذلك تزعم حزب العمل الديمقراطي، وهو الحزب السياسي الرئيس في فنزويلا خلال القرن العشرين.
قاد بيتانكور -والذي عد من أهم الشخصيات السياسية في فنزويلا- مسيرةً حافلةً بالاضطرابات على الصعيد السياسي في أمريكا اللاتينية. كان من شأن فترات النفي التي قاساها بيتانكور أن وضعته على تواصل مع مختلف دول أمريكا اللاتينية فضلًا عن الولايات المتحدة، وهو ما حفظ إرثه كأحد أبرز القادة الدوليين الذين ظهروا من أمريكا اللاتينية خلال القرن العشرين. ينسب الباحثون إلى بيتانكور الفضل باعتباره الأب المؤسس لدولة فنزويلا الديمقراطية الحديثة.

## النشأة
ولد بيتانكور في بلدة غواتيره الواقعة قرب مدينة كاراكاس. يدعى والده لويس بيتانكور بيلو (والذي ينحدر من أصول كنارية)، في حين تدعى والدته بيرخينيا بيلو ميلانو. درس في إحدى المدارس الخاصة في غواتيره ليلتحق بعدها بمدرسة ليثيو كاراكاس الثانوية في كاراكاس. درس القانون في جامعة فنزويلا المركزية.
طرد من فنزويلا حين كان في ريعان شبابه بسبب إثارته للشغب، وانتقل إلى كوستاريكا التي أسس وقاد فيها عددًا من الجماعات الطلابية الشيوعية. أضحى في سن الـ22 واحدًا من أبرز مقاتلي الحزب الشيوعي في الفترة التي قضاها في كوستاريكا خلال مطلع ثلاثينيات القرن العشرين. بادر إلى تأسيس الحزب الوطني الديمقراطي بعدما قدم استقالته من الحزب الشيوعي وعاد إلى فنزويلا في عام 1937. حصل ذلك الحزب على صفة الحزب السياسي بصورة رسمية تحت اسم حزب العمل الديمقراطي في عام 1941.
ادعى الزعيم الكولومبي خورخي إلييثير غايتان أن بيتانكور «قدم له العتاد والمال لتأجيج نيران الثورة في كولومبيا». شكل ذلك جزءًا من خطة بيتانكور المزعومة لبناء ثلة قوية من الأنظمة اليسارية في منطقة الكاريبي.
ظهرت مزاعم أطلقها أثولا باريرا والرئيس ماريانو أوسبينا بيريز عن دعم بيتانكور للانتفاضة المسلحة في مؤتمر الدول الأمريكية لسنة 1948 (أعمال شغب بوغوتازو)، والتي أسفرت عن مقتل أكثر من ألف شخص ومن بينهم الاغتيال السياسي الذي استهدف خورخي إلييثير غايتان.

## الولاية الرئاسية الأولى
تولى بيتانكور منصب الرئاسة من خلال التدبير لانقلاب عسكري في عام 1945. استكمل خلال فترة ولايته عددًا من البرامج المثيرة للإعجاب. شملت إنجازاته إعلان حق الاقتراع العمومي، وإقرار عدد من الإصلاحات الاجتماعية، وضمان حصول فنزويلا على نصف قيمة الأرباح التي جنتها شركات النفط الأجنبية. كانت حكومته على تعاون وثيق مع منظمة اللاجئين الدولية بهدف تقديم يد العون للاجئين الأوروبيين والنازحين ممن لم يستطيعوا أو أحجموا عن العودة إلى ديارهم عقب الحرب العالمية الثانية. إذ أخذت حكومته على عاتقها مسؤولية تأمين الحماية القانونية وإعادة توطين عشرات آلاف اللاجئين ضمن فنزويلا. كانت مبادرة اللاجئين موضع جدل كبير داخل حكومته، وقاد وزير الزراعة إدواردو مندوثا الطرف الفائز في هذا السجال.

### إصلاح صناعة النفط
حصلت فنزويلا على مبلغ قدره 85,279,158 بوليفار كضرائب مفروضة على إنتاج النفط من أصل عائدات نفطية إجمالية بلغ قدرها 691,093,935 بوليفار قبل مشاركة حزب العمل الديمقراطي في وضع السياسات في عام 1941. كانت فنزويلا تجني مقدارًا ضئيلًا مما كانت شركات النفط الأجنبية تجنيه من الأرباح قبل إجراء بيتانكور لعدد من التغييرات على نظام الضرائب. بادر الرئيس بيتانكور إلى الإطاحة بحكومة إيساياس مدينا أنغاريتا. أصدرت حكومة الأخير قانونًا يفرض على شركات النفط ضرائب بنسبة تصل إلى 60%، وحفظ حق الحكومة في فرض المزيد من الضرائب عند اقتضاء الحاجة. عدل بيتانكور هذا القانون ليجعله على مبدأ «المحاصصة بالنصف».
كان تأميم صناعة النفط في البلاد من الأهداف المبدئية التي وضعها بيتانكور نصب عينيه. أممت المكسيك قطاعها النفطي في عام 1938. لم يواجه هذا القرار ردود فعل سلبية تذكر؛ نظرًا لأن اقتصاد المكسيك يعد أكثر تنوعًا من فنزويلا. لم يكن اقتصاد فنزويلا مستقرًا بما يكفي للتعامل مع حملات المقاطعة المحتملة التي قد تشنها شركات النفط الأجنبية، وذلك رغم أن تأميم النفط أضحى واحدًا من الأهداف الرئيسية لحزب العمل الديمقراطي إذ كان من شأنه إضعاف البلاد من الناحية المالية.
لجأت حكومة بيتانكور إلى رفع الضرائب على إنتاج النفط، وجاء ذلك على خلفية تسويغها للتعقيدات المحيطة بالتأميم، وبذلك حققت الحكومة نفس الهدف الرامي إلى إفادة الفنزويليين من ثروات بلادهم النفطية. بلغ إنتاج فنزويلا السنوي ما يقرب من 500,000,000 برميل (79,000,000 متر مكعب) خلال أواخر أربعينيات القرن العشرين. صاحب هذه الزيادة في الإنتاج ازدياد المردود الضريبي المصاحب له. كانت فنزويلا أكبر مورد نفطي للحلفاء خلال الحروب التي دارت رحاها على القارة الأوروبية. استشعر بيتانكور إمكانية لعب دور تاريخي هام مستغلًا المعارف المتوافرة لخدمة بلاده وتحويل فنزويلا إلى لاعب عالمي. كانت ألمانيا تفتقر إلى إمكانية الوصول الأكيدة إلى النفط في ذاك الوقت، وهو ما قيد حركة قواتها. يعتبر بعض المؤرخون أن نقطة الضعف هذه شكلت عاملًا حاسمًا في هزيمة هتلر. ولعب النفط الفنزويلي دورًا رئيسيًا في ذلك.
رأى بيتانكور أن الفعالية المترتبة على زيادة الضرائب تماثل تلك الناتجة عن تأميم صناعة النفط، قائلًا: «لقد ازدادت قيمة الدخل الضريبي منذ ذاك الحين إلى الحد الذي فقد فيه التأميم ضرورته الرامية إلى تحقيق أقصى قدر من الإفادة الاقتصادية لشعب هذا البلد». أجبِرت شركات النفط على الرضوخ إلى مطالب النقابات العمالية، وفقدت الصلاحية التي مكنتها من جني أرباح أكبر من الحكومة الفنزويلية. وبالنتيجة، حظيت حكومة بيتانكور بتأييد كامل من جانب النقابات العمالية؛ إذ بادرت الإدارة على تشجيع العمال على تنظيم صفوفهم بصورة صريحة. تأسس ما يناهز الخمسمئة نقابة عمالية في عام 1946. وكان من جملة الإنجازات البارزة التي حققها بيتانكور خلال ولايته الأولى إنهاء العمل بكل من سياسة عقود الامتياز وفترات التطوير الأولي لمصافي النفط في فنزويلا، والتحسن الهائل الذي شهدته ظروف العمال ومعاشاتهم. شغل خوان بابلو بيريز ألفونسو منصب وزير التنمية خلال ولاية بيتانكور الأولى.

## الولاية الرئاسية الثانية
انتخب بيتانكور لمنصب الرئاسة بعد عقد من الزمان عقب الإطاحة ببيريز خيمينيز في الانتخابات العامة لسنة 1958 ليغدو أول قائد من تحالف بونتو فيخو. انبغى على بيتانكور تأمين تعليم أفضل لشعبه مع أنه ورث بلدًا محكم التنظيم. استطاع بيتانكور استرداد الملاءة المالية للدولة، وذلك رغم أن أسعار البترول بلغت الحضيض طيلة فترة رئاسته.
يعود إلى خوان بابلو بيريز ألفونسو وهو وزير المناجم والهيدروكربونات في عهد بيتانكور، الفضل في استحداث مؤسستين هامتين خلال عام 1960 ألا وهما الشركة الفنزويلية للبترول (سي في بّي) التي رمت إلى الإشراف على صناعة البترول الوطنية، ومنظمة أوبك (منظمة البلدان المصدرة للبترول)، وهي عبارة عن اتحاد دولي لمنتجي النفط أسسته فنزويلا بالاشتراك مع الكويت والمملكة العربية السعودية والعراق وإيران. اعتبرها المعارضون فكرةً ثوريةً راديكاليةً حنيذاك، بيد أنها كانت ضرورية بحسب رؤية بيتانكور الوطنية في تحقيق فنزويلا لاستقلالها وملاءتها المالية.

## التعليم
تعلم في جامعة فنزويلا المركزية.

## روابط خارجية
- رومولو بيتانكور على موقع الموسوعة البريطانية (الإنجليزية)
- رومولو بيتانكور على موقع مونزينجر (الألمانية)